# Gymnelia beata
Gymnelia beata är en fjärilsart som beskrevs av Butler 1876. Gymnelia beata ingår i släktet Gymnelia och familjen björnspinnare. Inga underarter finns listade i Catalogue of Life.